# بوسمغون
بوسمغون، هي مدينة وبلدية تابعة إقليميًا إلى دائرة بوسمغون في ولاية البيض الجزائرية. المناخ في بوسمغون مشابه للمناخ في الهضاب العليا، مما ساعد على نمو غطاء نباتي كثيف من الحشائش القصيرة التي تزدهر في فصل الربيع. لكن هذا الغطاء شهد تراجعًا كبيرًا في العقود الأخيرة بسبب الجفاف المتزايد والرعي الجائر، مما أسهم في تفشي ظاهرة التصحر التي تهدد الأراضي.

## الموقع الجغرافي
تقع بوسمغون في جنوب الهضاب العليا الغربية للجزائر، وهي تتبع ولاية البيض (الترقيم 32) منذ التقسيم الإداري للجزائر في عام 1985. تحدها من الشمال دائرة الشلالة، ومن الشمال الشرقي بلدية المحرة، ومن الجنوب الشرقي دائرة الأبيض سيدي الشيخ، ومن الجنوب بلدية البنود، ومن الغرب دائرة عسلة التابعة لولاية النعامة. تتوسط بوسمغون جبال "القصور" التابعة لسلسلة الأطلس الصحراوي، وترتفع عن سطح البحر بمقدار 1199 مترًا. من الجهة الغربية، تحاصرها جبال "تانوت"، ومن الشرق جبل "تامدَّه"، فيما تظل مفتوحة من الجهتين الجنوبية والشمالية، مع ارتباطها بشبكة طرق رئيسية تربطها ببقية المناطق المجاورة.
تتصل بوسمغون بشبكة الطرق الرئيسية التي تربطها بالمناطق المجاورة، حيث ترتبط من الشمال بالطريق الوطني رقم 47 الذي يربط بين الطريقين الوطنيين رقم 6 ورقم 111. من الجهة الجنوبية، توجد طريق تصلها بدائرة الأبيض سيدي الشيخ، ويتفرع عن هذا الطريق طريقان: الأول يؤدي إلى بلدية عين ورقة ومنها إلى الطريقين الوطنيين رقم 47 ورقم 6، والثاني يؤدي إلى بلدية البنود ومنها إلى ولاية أدرار.

## التركيب العرقي والمجتمعي
يتكون المجتمع السمغوني من عنصرين عرقيين رئيسيين، الأول هو العنصر البربري الذي يشكل الغالبية العظمى من السكان، والثاني هو العنصر العربي الذي ينتمي إلى القبائل العربية التي كانت ترتحل في البوادي، قبل أن تستقر في بوسمغون والبلديات المجاورة لها في السنوات الأخيرة. كما ذكرنا، فإن أغلب سكان بوسمغون ينتمون إلى العنصر البربري، ويتحدثون البربرية أو الأمازيغية، وهي اللغة التي تمكنوا من الحفاظ عليها رغم التأثيرات الخارجية. على عكس البلدات البربرية المجاورة مثل الشلالة، وعسلة، ومغرار، وتيوت، وسفيسيفة، حيث اختفت البربرية فيها تقريبًا ولم يعد يتحدث بها سوى المسنون، بسبب التأثير العربي القوي في تلك المناطق.

### العمارة والمستقرات التاريخية
عاش سكان بوسمغون في "القصر القديم" لعدة قرون، وهو عبارة عن شبه قلعة بُنيت وفق هندسة معمارية متميزة تتلاءم مع طبيعة المنطقة ومناخها. تم استخدام الطين كمادة أساسية في البناء، ولا يزال هذا القصر شامخًا إلى يومنا هذا رغم هجرة السكان منه. بعد الاستقلال، بدأ السكان في الانتقال إلى البلدة الجديدة حيث شيدوا مساكنهم باستخدام الإسمنت، ونتيجة لذلك، أصبح القصر القديم مهجورًا. ومع ذلك، تحول القصر إلى معلم تاريخي وسياحي، يحظى باهتمام الزوار والباحثين.

### وصلات خارجية
- إذاعة البيض الجهوية نسخة محفوظة 27 ديسمبر 2012 على موقع واي باك مشين.: الموقع الرسمي.
- الموقع الرسمي لولاية البيض.
- البوابة الإلكترونية لمدينة بوسمغون.